# 필바인
필바인(독일어: Vielbein) 또는 테트라드(영어: tetrad)는, 1800년대 미분기하학에서 다뤄온 프레네 틀장이나 다르부 틀장 같이, 로런츠 다양체에서 정의된 일종의 틀장이며, 카르탕 접속을 응용하여 중력을 다루는 수식체계라 할 수 있다. 국소적으로 평탄한 민코프스키 공간("틀")을 도입하여, 일반적인 장은 이 평탄한 공간 위에 정의한다. 필바인은 중력장을 나타내며, 국소적 평탄한 공간과 굽은 공간 사이를 변환하여 주는 역할을 한다. 국소적 민코프스키 공간을 도입하였으므로, 스피너 등을 자연스럽게 도입할 수 있다. 일반상대론, 아인슈타인-카르탕 이론, 초중력 등에서 쓰인다.

## 어원 및 명칭
"필바인"은 독일어로 "여러 다리"라는 뜻이다.
필바인은 4차원에서는 피어바인(독일어: Vierbein), 5차원에서는 퓐프바인(독일어: Fünfbein), 11차원에서는 엘프바인(독일어: Elfbein) 등으로 부르는데, 이는 "네 다리", "다섯 다리", "열한 다리" 등을 뜻한다. 대신 그리스어식으로 "테트라드", "펜타드", "헨데카드" 등으로 부르기도 한다. 다른 차원의 경우, 다음 표와 같다.
| 차원 | 독일어명                | 그리스어명           |
| ---- | ----------------------- | -------------------- |
| 1    | Einbein 아인바인[*]     | monad 모나드[*]      |
| 2    | Zweibein 츠바이바인[*]  | dyad 다이아드[*]     |
| 3    | Dreibein 드라이바인[*]  | triad 트라이아드[*]  |
| 4    | Vierbein 피어바인[*]    | tetrad 테트라드[*]   |
| 5    | Fünfbein 퓐프바인[*]    | pentad 펜타드[*]     |
| 6    | Sechsbein 젝스바인[*]   | hexad 헥사드[*]      |
| 7    | Siebenbein 지벤바인[*]  | heptad 헵타드[*]     |
| 8    | Achtbein 아흐트바인[*]  | octad 옥타드[*]      |
| 9    | Neunbein 노인바인[*]    | ennead 에네아드[*]   |
| 10   | Zehnbein 첸바인[*]      | decad 데카드[*]      |
| 11   | Elfbein 엘프바인[*]     | hendecad 헨데카드[*] |
| 12   | Zwölfbein 츠뵐프바인[*] | dodecad 도데카드[*]  |
| n    | Vielbein 필바인[*]      | polyad 폴리아드[*]   |

## 도입 목적
필바인을 도임하면, 물질장을 굽은 공간(접다발)이 아닌, 국소적인 평평한 공간 (틀다발)으로서 쓸 수 있게 돼, 그 대칭군을 형식적으로 (국소적 로런츠 변환을 포함해) 확장하여, 반정수 표현을 도입할 수 있다. 이는 양자장론의 스핀 ½의 페르미온을 도입하는 데 필수적이고, 또 초중력에서 필요한 스핀 1½의 그래비티노를 도입하는 데도 필수적이다.
다. 또한 필바인은 일반상대론을 게이지 이론으로서 나타낼 수 있게 하며, 또 아인슈타인-카르탕 이론으로 자연스럽게 확장이 가능하다.

## 수학적 전개

### 시공과 필바인
{\displaystyle n}차원의 매끄러운 다양체 {\displaystyle M}을 생각하자. 여기에, SO(p,q)의 주다발(principal bundle) {\displaystyle B}를 놓자 (p+q=n). {\displaystyle B}는 틀다발(frame bundle)이라고 부른다. 또한, 여기에 {\displaystyle n}차원 벡터 다발 {\displaystyle V}를 놓고, 이를 {\displaystyle B}의 기본 표현으로 한다.
{\displaystyle V}에 SO(p,q) 불변인 퇴화되지 않은 쌍선형 형식 {\displaystyle \eta }를 가정하고, 또 {\displaystyle e\colon TM\to V}와 같은 가역 선형 변환 {\displaystyle e}가 있다고 하자 ({\displaystyle TM}은 접다발). 물리적으로, {\displaystyle \eta }는 민코프스키 계량 텐서에 해당하고, {\displaystyle e}는 필바인으로서 중력장을 나타낸다.
지수를 넣어 쓰자면, 필바인 {\displaystyle e_{\mu }^{a}}은 민코프스키 ({\displaystyle V}) 지수 {\displaystyle a}와 접다발 지수 {\displaystyle \mu }를 지니고, {\displaystyle \eta _{ab}}는 민코프스키 지수 {\displaystyle a,b}를 지닌다. 이에 따라, 일반상대론의 리만 다양체 계량텐서 {\displaystyle g_{\mu \nu }}는 다음과 같이 정의할 수 있다.
{\displaystyle g_{\mu \nu }=e_{\mu }^{a}e_{\nu }^{b}\eta _{ab}}
필바인은 가역 사상이라고 가정하였으므로, 그 역사상 {\displaystyle E\colon V\to TM}도 존재한다. 지수로 쓰면 {\displaystyle E_{\mu }^{a}}와 같다.

### 스핀 접속
V 안에서 다음 조건을 만족하는 유일한 비틀림없는 코쥘 접속 {\displaystyle A}가 존재함을 증명할 수 있다.
- 임의의 {\displaystyle V}의 미분가능 단면 {\displaystyle a,b}가 주어졌을 때, dη(a,b) = η(dAa,b) + η(a,dAb). 이 조건을 이용하여 {\displaystyle A}를 주다발 {\displaystyle B}에 대한 주접속으로 연장시킬 수 있다.

이를 스핀 접속이라고 한다. (아인슈타인-카르탕 이론에서는 접속이 비틀림을 가질 수 있다.)
필바인을 이용하여 스핀 접속을 접다발 {\displaystyle TM}으로 확장할 수 있다. 즉 임의의 접다발 미분가능 단면 {\displaystyle X}에 대해 다음과 같이 정의한다.
e(∇X) = dAe(X) for all differentiable sections X of TM.
필바인은 평행이동의 게이지장이고, 스핀 접속은 로런츠 변환의 게이지장이다.

### 곡률
스핀 접속은 게이지장 (게이지 주다발의 단면)으로 볼 수 있으므로, 이에 따른 곡률 (패러데이 텐서) R를 정의할 수 있다. 즉
{\displaystyle \mathbf {R} \ {\stackrel {\mathrm {def} }{=}}\ d\mathbf {A} +\mathbf {A} \wedge \mathbf {A} }
이는 리만 곡률과 같다. 지수로 쓰면 다음과 같다.
{\displaystyle R_{\mu \nu }^{ab}=2\partial _{[\mu }\omega _{\nu ]}^{ab}+\omega _{\mu }^{ac}{\omega _{\nu c}}^{b}-\omega _{\nu }^{ac}\omega _{\nu c}^{b}}
리만 곡률로부터, 일반상대론에서 쓰이는 리치 곡률과 리치 스칼라를 정의할 수 있다. 즉 리치 곡률은
{\displaystyle {R_{\mu }}^{a}=E_{b}^{\nu }{R_{\mu \nu }}^{ab}}
리치 스칼라는
{\displaystyle R=E_{a}^{\mu }{R_{\mu }}^{a}=E_{a}^{\mu }E_{\nu }^{b}{R_{\mu \nu }}^{ab}}
일반상대론의 힐베르트 작용은 단순히 리치 스칼라에 비례한다.
{\displaystyle S=-\int d^{4}x\;e{\frac {1}{2\kappa }}R}
여기서 {\displaystyle \kappa =8\pi G}다. {\displaystyle e=\det e_{\mu }^{a}}는 필바인의 행렬식으로서, 스칼라를 텐서 밀도로 만드는, 일종의 야코비안이다. 힐베르트 작용에 변분법을 적용하여 아인슈타인 방정식을 유도할 수 있다.

## 역사
처음에 일반 상대론은 4차원 시공간을 가정하였기 때문에 피어바인이 가장 먼저 도입되었다. 이후 수학자 테오드어 칼루차가 4차원 시공간에 (시간이 아닌) 위치를 나타내는 차원 하나를 더 추가하고 일반 상대론을 전개하면 자연스럽게 전자기 방정식을 얻음을 발표했다.  이 칼루차 이론은 5차원 시공간을 가정했으므로, 이를 연구하던 알베르트 아인슈타인이 1928년에, 헤르만 바일이 1929년에 퓐프바인을 도입하였다.